# 青木尚龍
青木 尚龍（あおき よしろう、1964年〈昭和39年〉9月16日 - ）は、日本の高校野球指導者。兵庫県神戸市長田区出身。神戸国際大学附属高等学校硬式野球部監督。

## 経歴
小学校3年次より野球を始める。
高校時代は八代学院高校（現：神戸国際大学附属高校）でプレー。当時は強豪ではなく、全国大会への出場はない。
愛知工業大学に進学。同期には、西崎幸広がいた。3年秋には神宮大会準優勝。4年には副キャプテンを務め、1986年の神宮大会で優勝。愛知工業大学卒業後は大阪体育大学で聴講生として在籍している。
1989年からは母校の八代学院高校でコーチ。翌年8月には監督に就任。1992年に現在の神戸国際大学附属高校に改名された頃から力を付けるようになる。その最中の1995年には阪神・淡路大震災により長田区の自宅が半壊、両親の実家が全壊する被害に遭う。その後は2001年春にエースの坂口智隆を擁して甲子園に同校初出場。2005年に2度目の選抜出場を果たし、ベスト4に進出。2014年夏には選手権大会に初出場を果たしている。教え子も前述の坂口以外にも多くの選手がプロ野球入りし、活躍している。

## 著名な教え子
- 塩川達也
- 坂口智隆
- 大西正樹
- 山本徹矢
- 石岡諒太
- 岡本健
- 宗接唯人
- 蔵本治孝
- 小深田大翔
- 平内龍太
- 妹尾克哉
- 松本凌人
- 津嘉山憲志郎